# Smrk (přírodní rezervace)
Smrk je přírodní rezervace v okrese Frýdek-Místek na jihovýchodních a jihozápadních svazích Smrku, druhé nejvyšší hory Moravskoslezských Beskyd. Předmětem ochrany jsou „zbytky přirozených smrkových bučin s příměsí jedle bělokoré a javoru klenu se zachovanými dynamickými procesy probíhajícími v přirozených ekosystémech; střídají se různé typy přírodních stanovišť od pramenišť po kamenité až balvanité sutě.“

## Flóra
Dominantní dřevinou rezervace je smrk ztepilý, občas se zde vyskytuje buk lesní (Fagus sylvatica) a jeřáb ptačí (Sorbus aucuparia), další stromy jen ojediněle. V bylinném patru v rezervaci roste hlavně třtina chloupkatá (Calamagrostis villosa), bika lesní (Luzula sylvatica), sedmikvítek evropský (Trientalis europaea), věsenka nachová (Prenanthes purpurea), brusnice borůvka (Vaccinium myrtillus), kapraď rozložená (Dryopteris dilatata), metlička křivolaká (Avenella flexuosa), šťavel kyselý (Oxalis acetosella) či pstroček dvoulistý (Maianthemum bifolium). Vzácně se vyskytuje beskydský endemit oměj tuhý moravský (Aconitum firmum subsp. moravicum).

## Fauna
Vyjma klasických obyvatelů českého lesa se v rezervaci vyskytují hlavně živočichové náročnější na klid. Z ptáků rezervaci obývá např. tetřev hlušec (Tetrao urogallus), jeřábek lesní (Tetrastes bonasia), datel černý (Dryocopus martius), strakapoud velký (Dendrocopos major), žluna šedá (Picus canus), jestřáb lesní (Astur gentilis), puštík obecný (Strix aluco), kos horský (Turdus torquatus), pěvuška modrá (Prunella modularis), rehek zahradní (Phoenicurus phoenicurus), příležitostně i čáp černý (Ciconia nigra) nebo krkavec velký (Corvus corax). Rezervace Smrk je trvalým biotopem rysa ostrovida (Lynx lynx) a několikrát zde byl pozorován medvěd hnědý, při úpatí hory byly zaznamenány stopy vlka. Tyto velké šelmy sem přecházejí ze slovenských hor.